# 로베르 루이드레퓌스
로베르 루이드레퓌스(프랑스어: Robert Louis-Dreyfus, 1946년 6월 14일 ~ 2009년 7월 4일)는 프랑스와 스위스의 기업인이자 올랭피크 드 마르세유 구단주이다.
1989년 첫 번째 부인과 이혼한 뒤 1992년 두 번째 아내인 마르가리타 보그다노바와 결혼해 아들 3명을 두었다. 미국 배우 줄리아 루이드라이퍼스와 칠촌 관계이다.

## 일생과 경력
파리 태생이며, 할아버지인 레오폴드 루이드레퓌스는 다국적 농산물 중개업체인 루이드레퓌스 그룹의 창시자이다.
1967년 6월 초 이스라엘 방위군에 들어갔다. 6월 9일 베네치아에서 배로 이동하여 이틀 뒤인 11일에 이스라엘에 도착하였는데, 이날은 제3차 중동 전쟁이 끝난 다음날이었다. 이후 4개월간 키부츠에서 생활하기도 했다. 바칼로레아에서 두 차례나 실패했으나 이 당시의 경험을 정리해 하버드 경영대학원에 제출하여 1970년 입학할 수 있었다.
미국 제약 시장 조사 기업 IMS 헬스의 사장 데이비드 두보로부터 2인자 자리를 제안 받고 입사했으며, 개인 사비를 투자해서 회사를 상당 부분 성장시켰다. 1982년 두보가 사망하면서 CEO가 되어 기존의 20배 매출을 올린 뒤 1988년 회사를 매각했다. 1990년부터는 극심해진 광고계 내부 경쟁으로 고전하던 영국 국제 광고 대행사인 사치 앤드 사치 CEO로 일했으며, 사치 형제가 개인 소유물을 팔게 하고 이를 회사 빚을 갚는 데 썼다. 1992년 이사회 회의에서 회사를 떠난다고 발표하였다.
이후 1994년 독일의 다국적 스포츠 용품 생산 기업인 아디다스의 CEO가 되었으며, 재임 기간 동안 생산 라인을 간소화시켜 능률적으로 만들어 기업을 회복시켰다. 1997년 동계 스포츠용품 제조사인 살로몬을 인수했다. 2001년 후임자를 지정하면서 아디다스를 떠난 뒤 2002년 뇌프 텔레콤을 사들였다. 2005년 뇌프 텔레콤과 세제텔이 합병해 뇌프 세제텔이 되었고, 2007년부터 뇌프 세제텔 이사회에 들어갔다. 한편 2004년 루이드레퓌스 그룹에 다시 합류하였고, 2007년 7월 18일 그룹 최대 주주가 되었다.
또한 1996년 12월 1994년 승부조작에 연루되어 리그 2로 강등된 올랭피크 드 마르세유 최대 주주가 되었으며, 자신이 CEO로 있던 아디다스와 뇌프 텔레콤이 올랭피크 드 마르세유의 스폰서가 되도록 한 뒤 많은 지원을 해 1998-99 시즌 팀이 리그 1과 UEFA컵에서 각각 준우승을 차지하는 등 팀 재건에 성공하였다. 1998년 벨기에의 스탕다르 리에주 최대 주주가 되었으며, 2002년 인프런트 스포츠 미디어 설립에 관여하였다.
1990년대 중반부터 백혈병으로 투병 생활을 했으며, 이로 인해 2009년 7월 4일 스위스 취리히에서 사망했다.

## 같이 보기
- 올랭피크 드 마르세유